# Skały hipabysalne
Skały hipabisalne (skały parageniczne) – skały głębinowe, tworzące intruzje na średnich głębokościach (kilku kilometrów).
Skały hipabisalne występują przeważnie w formie lakkolitów, lopolitów, pni magmowych, żył magmowych. Mają średnio- lub drobnoziarnistą strukturę. Często wykazują strukturę porfirową lub porfirowatą. Do skał hipabisalnych należą: mikrogranity, aplity, pegmatyty, melafiry, dacyty, latyty, ryolity, porfiry.